# Ландријано
Ландријано (итал. Landriano) је насеље у Италији у округу Павија, региону Ломбардија.
Према процени из 2011. у насељу је живело 4998 становника. Насеље се налази на надморској висини од 88 м.

## Становништво
| 1936. | 1951. | 1961. | 1971. | 1981. | 1991. | 2001. | 2011. |
| ----- | ----- | ----- | ----- | ----- | ----- | ----- | ----- |
| 2.928 | 3.166 | 3.120 | 3.551 | 3.521 | 3.744 | 4.171 | 5.917 |